# Langelot gagne la dernière manche
Langelot gagne la dernière manche est le trente-troisième roman de la série Langelot, écrite par le Lieutenant X (Vladimir Volkoff).
Le roman, paru pour la première fois en 1980 dans la Bibliothèque verte, constitue le quatrième et dernier volet d'une tétralogie mettant en scène le traître Cordovan :
- Langelot sur l'Île déserte,
- Langelot et le Plan Rubis,
- Langelot passe à l'ennemi,
- Langelot gagne la dernière manche.

## Principaux personnages
- « Les gentils »
  - sous-lieutenant Langelot : orphelin, agent peu expérimenté du Service National d'Information Fonctionnelle, blond, 1,68 m, mince, « traits menus mais durs ».
  - aspirant Delphine Ixe, dite Corinne Levasseur.
  - capitaine Montferrand : chef direct de Langelot, chef du service Protection du SNIF.
  - Didier : commissaire de la DST.
  - Ortolani : commissaire de police.

- « Les méchants »
  - Jacques Corsetier, dit Cordovan : ex-capitaine de l'ALAT et du Deuxième Bureau, très bel homme et séducteur.
  - Robert Pappas : membre du Réseau Renversif.
  - Les autres terroristes membres du Réseau Renversif.

- Autres intervenants
  - Maître Barbirolli : avocat.

## Résumé
La DST, dans le cadre d'une opération Chevillette, tente Cordovan de s'évader de sa prison afin de le suivre, de repérer ses adjoints et de neutraliser son réseau terroriste. Supervisé par le commissaire Didier, ce plan échoue piteusement. Cordovan retourne en prison.
Un accord est passé entre le SNIF et Cordovan : s'il révèle les principaux noms de ses adjoints et celui du traître infiltré au sein du SNIF, il recouvrera la liberté et sera expulsé secrètement vers le Pays Noir, son commanditaire. Il s'agit de l'opération Bobinette, organisée par le capitaine Montferrand.
Cordovan, à plusieurs reprises, tente de s'échapper, pour être chaque fois repris par Langelot.
Sa dernière tentative réussit ; il est aidé en cela par Corinne, agent du SNIF et amie de Langelot.
Cordovan réunit ses principaux adjoints du Réseau Renversif (« R-R ») à l'Hôtel des Invalides, près du tombeau contenant la dépouille de Napoléon Ier. Il ordonne la mise en œuvre du plan Écarlate, avec l'objectif de renverser le gouvernement français et d'établir une dictature en France.
Néanmoins, il ignorait que l'une des boucles d'oreille de Corinne contenait un dispositif permettant de connaître la position exacte de la jeune femme : les forces de l'ordre investissent les Invalides.
Cordovan prend la fuite ; l'hélicoptère qu'il pilote a été piégé, sur ses ordres, pour empêcher la police de répliquer à son coup d'État : il explose donc, à une hauteur de 100 mètres du sol, tuant net Cordovan.
L'opération Bobinette est un succès total : le traître Cordovan est mort, ses principaux lieutenants sont faits prisonniers et le renversement de l'ordre politique français au profit d'une dictature est écarté. 
Il n'y avait aucun traître au SNIF : il s'agissait d'une ruse de Cordovan.

## Éditions
- 1980 - Hachette, Bibliothèque verte (français, version originale), illustré par Robert Bressy.

## Autour du roman
- Le Réseau Renversif (« R-R ») ressemble au  Réseau Terreur Totale ( « T-T ») de Monsieur T..
- Le « Plan Écarlate » de Cordovan, qui remplace le « Plan Rubis », éventé par Langelot fait penser au « réseau saphir » : un réseau d'espionnage soviétique nommé Saphir, qui a pénétré le SDECE et l'entourage immédiat du Général de Gaulle. Voir : Philippe Thyraud de Vosjoli et Georges Pâques.
- Le traître Jacques Corsetier/Cordovan doit être présenté devant une juridiction : la « Cour de sécurité de l'État »[1] ; il n'existe aucun tribunal de ce type en 1980. La Cour de sûreté de l'État, dédiée aux crimes de nature politique, est supprimée en 1981.
- C'est le dernier roman de la série à comporter, en image de couverture, un dessin complet ; les romans suivants auront comme page de couverture la carte du SNIF de Langelot à laquelle se joignent une ou deux images importantes du récit.
- Il s'agit du premier roman de Langelot qui n'est pas illustré par Maurice Paulin, comme c'est le cas depuis l'origine de la série.
- Ce roman est également le premier tome à contenir la liste des missions de Langelot présentées par ordre alphabétique et non par ordre chronologique, comme c'était le cas depuis l'origine de la série.
- En 1980, année de parution de ce roman de Langelot, son auteur connaît le succès et la popularité avec son roman Le Retournement, paru en 1979.